# Міжкорейський саміт (2018)
37°57′21″ пн. ш. 126°40′36″ сх. д. / 37.9558° пн. ш. 126.6767° сх. д.

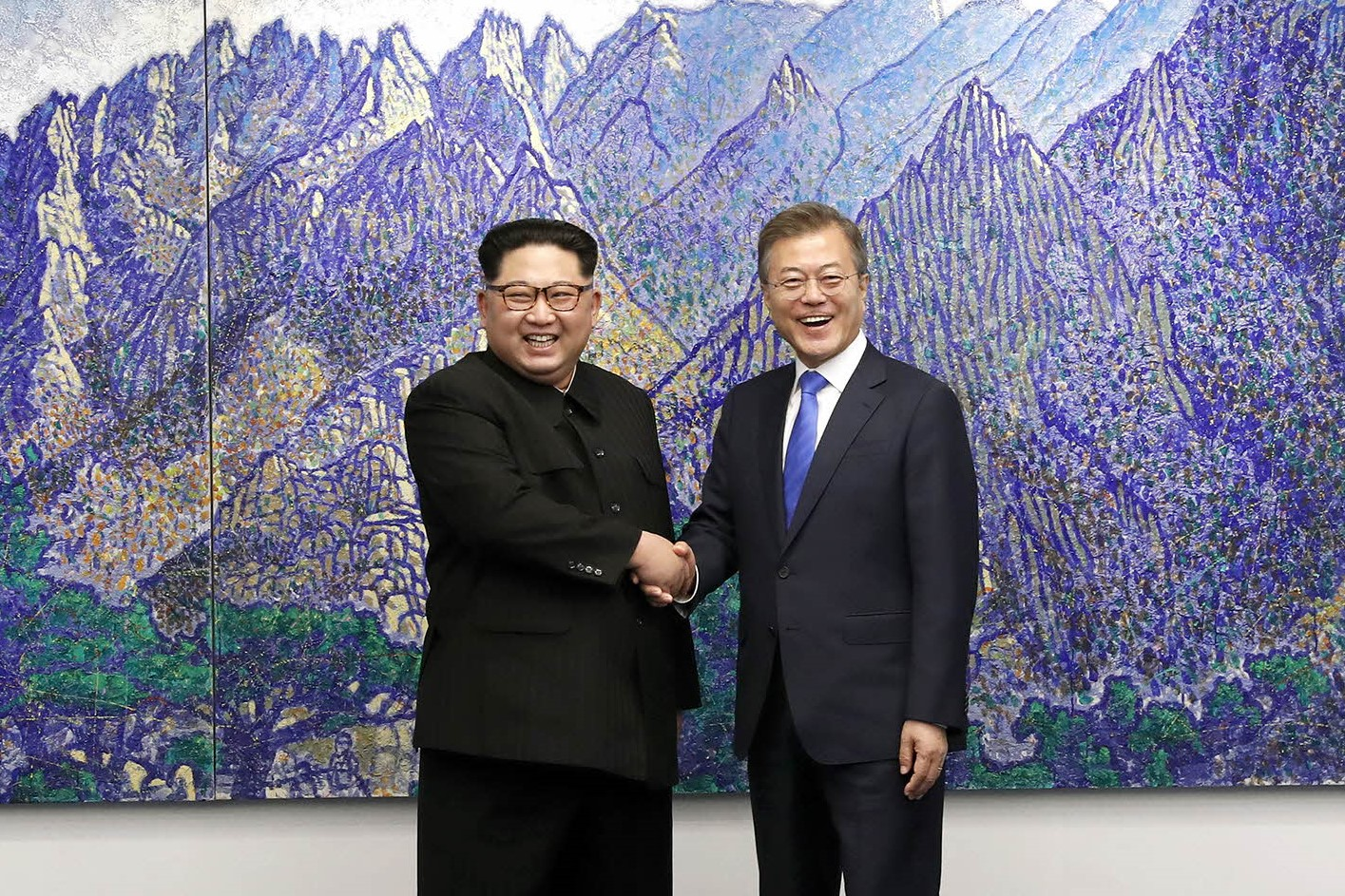
Зустріч лідерів Північної та Південної Кореї Кім Чен Ина та Мун Чже Іна

Міжкорейський саміт 2018 кор. 2018년 남북정상회담 — міждержавна зустріч між президентом Південної Кореї Мун Чже Іном та лідером Північної Кореї Кім Чен Ином, яка відбулася 27 квітня 2018 року на південнокорейському боці містечка Пханмунджом у Корейській демілітаризованій зоні.

## Мета
Саміт мав на меті розрядити напругу, спричинену кризою 2017—2018 років, та сприяти миру, зокрема, розпочати процес денуклеризації Корейського півострова.